# Mahabo (Mahabo)
Mahabo è un comune urbano (kaominina) del Madagascar, situato nella Regione di Menabe.